# Rogart-brochen
Rogartbrochen er en stor keltisk broche af piktisk oprindelse, der er dateret til 700-tallet. Den er dekoreret med et tredimenstionelt fuglehoved af glas, som det er karakteristisk for samtidige piktiske brocher. Den er fremstillet i forgyldt sølv og er også dekoreret med rav.
Den blev fundet ved Rogart, Sutherland, i Skotland i 1868 som en del af et depotfund af brocher fra 700-tallet. Depotfundet dukkede op i forbindelse med bortsprængning af klipper under konstruktionen af Sutherland Railway. En arbejder fandt samlingen af brocher i et stykke jord, der var blevet blotlagt ved bortsprængning af en klippe. Han forlod straks sit arbejde og forsvandt mod syd, og på vejen blev to brocher overdraget til Mr Macleod, der havde en butik i Cadboll, der viste dem til Society of Antiquaries of Scotland i 1870. Det samlede antal brocher i depotfundet blev ikke opgjort på dette tidspunkt.
Begge brocher er i dag en del af samlingen på National Museum of Scotland i Edinburgh, hvor Rogartbrochen er en del af den permanente udstilling. Rogartbrochen er den største af de to, og den måler ca. 12 cm, mens den tværgående pind er ca. 19 cm. En tredje broche fra fundet kom til at indgå i den daværende hertug af Sutherlands samling og senere overgik den til Dunrobin Castle.